# Boxe aux Jeux asiatiques de 2018
Navigation
Édition précédente
Les compétitions de boxe anglaise des Jeux asiatiques 2018 se sont déroulées du 24 août au 1er septembre 2018 à Jakarta, Indonésie.

## Résultats

### Podiums

#### Femmes
| Catégories             | Or         | Argent             | Bronze                            |
| Poids mouches (-51 kg) | Chang Yuan | Pang Chol-mi       | Lin Yu-ting Nguyễn Thị Tâm        |
| Poids plumes (-57 kg)  | Yin Junhua | Jo Son-hwa         | Huang Hsiao-wen Nilawan Techasuep |
| Poids légers (-60 kg)  | Oh Yeon-ji | Sudaporn Seesondee | Huswatun Hasanah Choe Hye-song    |

#### Hommes
| Catégories                  | Or                      | Argent                  | Bronze                            |
| Poids mi-mouches (-49 kg)   | Amit Panghal            | Hasanboy Dusmatov       | Wu Zhonglin Carlo Paalam          |
| Poids mouches (-52 kg)      | Jasurbek Latipov        | Rogen Ladon             | Azat Usenaliev Yuttapong Tongdee  |
| Poids coqs (-56 kg)         | Mirazizbek Mirzahalilov | Jo Hyo-nam              | Xu Boxiang Sunan Agung Amoragam   |
| Poids légers (-60 kg)       | Erdenebatyn Tsendbaatar | Shunkor Abdurasulov     | Rujakran Juntrong Shan Jun        |
| Poids super-légers (-64 kg) | Ikboljon Kholdarov      | Baatarsükhiin Chinzorig | Daisuke Narimatsu Wuttichai Masuk |
| Poids welters (-69 kg)      | Bobo-Usmon Baturov      | Aslanbek Shymbergenov   | Zeyad Ishaish Sailom Adi          |
| Poids moyens (-75 kg)       | Israil Madrimov         | Abilkhan Amankul        | Vikas Krishan Eumir Marcial       |